# Milan-San Remo 2006
La 97e édition de la course cycliste Milan-San Remo a eu lieu le 18 mars 2006 sur une distance de 294 km. La course est la troisième épreuve de l'UCI ProTour 2006.

## Présentation

### Equipes
Milan-San Remo figurant au calendrier du ProTour, les 20 UCI Proteams sont présentes, auxquelles il faut ajouter les 5 équipes continentales invitées.
| ProTeams (20)- Davitamon-Lotto - Quick Step-Innergetic - CSC - AG2R Prévoyance - Bouygues Télécom - Crédit agricole - Cofidis-Le Crédit par Téléphone - La Française des jeux - Gerolsteiner - T-Mobile - Lampre-Fondital - Liquigas - Team Milram - Rabobank - Euskaltel-Euskadi - Caisse d'Épargne-Illes Balears - Liberty Seguros-Würth - Saunier Duval-Prodir - Discovery Channel - Phonak Hearing Systems Équipes continentales professionnelles (5)- Barloworld - Ceramica Panaria-Navigare - Acqua & Sapone-Caffè Mokambo - Naturino-Sapore di Mare - LPR |
| |

## Récit de la course
L'Italien Filippo Pozzato remporte cette 97e édition de Milan-San Remo. Ses compatriotes Alessandro Petacchi et Luca Paolini complètent le podium 100% italien. Avec une moyenne horaire de 45,268 km/h, il s'agit de la troisième édition la plus rapide de l'histoire après celles de 1990 et de 2022.

## Classements

### Classement de la course
| \| Classement général \| Classement général \| Classement général \| Classement général \| Classement général \| \| Coureur \| Coureur \| Pays \| Équipe \| Temps \| \| ------------------ \| ------------------- \| ------------------ \| ---------------------- \| ------------------ \| \| 1er \| Filippo Pozzato \| Italie \| Quick Step-Innergetic \| 6 h 29 min 41 s \| \| 2e \| Alessandro Petacchi \| Italie \| Team Milram \| + 0 s \| \| 3e \| Luca Paolini \| Italie \| Liquigas \| + 0 s \| \| 4e \| Tom Boonen \| Belgique \| Quick Step-Innergetic \| + 0 s \| \| 5e \| Danilo Napolitano \| Italie \| Lampre-Fondital \| + 0 s \| \| 6e \| Óscar Freire \| Espagne \| Rabobank \| + 0 s \| \| 7e \| Stefano Garzelli \| Italie \| Liquigas \| + 0 s \| \| 8e \| Alessandro Ballan \| Italie \| Lampre-Fondital \| + 0 s \| \| 9e \| Martin Elmiger \| Suisse \| Phonak Hearing Systems \| + 0 s \| \| 10e \| Matteo Carrara \| Italie \| Lampre-Fondital \| + 0 s \| \| 11e \| Igor Astarloa \| Espagne \| Barloworld \| + 0 s \| \| 12e \| David Kopp \| Allemagne \| Gerolsteiner \| + 0 s \| \| 13e \| Thor Hushovd \| Norvège \| Crédit Agricole \| + 0 s \| \| 14e \| Fabian Wegmann \| Allemagne \| Gerolsteiner \| + 0 s \| \| 15e \| Andreas Klier \| Allemagne \| T-Mobile \| + 0 s \| \| 16e \| Fabrizio Guidi \| Italie \| Phonak Hearing Systems \| + 0 s \| \| 17e \| Markus Zberg \| Suisse \| Gerolsteiner \| + 0 s \| \| 18e \| Léon van Bon \| Pays-Bas \| Davitamon-Lotto \| + 0 s \| \| 19e \| Allan Davis \| Australie \| Liberty Seguros-Würth \| + 0 s \| \| 20e \| Fränk Schleck \| Luxembourg \| CSC \| + 0 s \| |                     |            |                        |                 |
| |                     |            |                        |                 |
| |                     |            |                        |                 |
| Classement général |                     |            |                        |                 |
| Coureur | Coureur             | Pays       | Équipe                 | Temps           |
| 1er | Filippo Pozzato     | Italie     | Quick Step-Innergetic  | 6 h 29 min 41 s |
| 2e | Alessandro Petacchi | Italie     | Team Milram            | + 0 s           |
| 3e | Luca Paolini        | Italie     | Liquigas               | + 0 s           |
| 4e | Tom Boonen          | Belgique   | Quick Step-Innergetic  | + 0 s           |
| 5e | Danilo Napolitano   | Italie     | Lampre-Fondital        | + 0 s           |
| 6e | Óscar Freire        | Espagne    | Rabobank               | + 0 s           |
| 7e | Stefano Garzelli    | Italie     | Liquigas               | + 0 s           |
| 8e | Alessandro Ballan   | Italie     | Lampre-Fondital        | + 0 s           |
| 9e | Martin Elmiger      | Suisse     | Phonak Hearing Systems | + 0 s           |
| 10e | Matteo Carrara      | Italie     | Lampre-Fondital        | + 0 s           |
| 11e | Igor Astarloa       | Espagne    | Barloworld             | + 0 s           |
| 12e | David Kopp          | Allemagne  | Gerolsteiner           | + 0 s           |
| 13e | Thor Hushovd        | Norvège    | Crédit Agricole        | + 0 s           |
| 14e | Fabian Wegmann      | Allemagne  | Gerolsteiner           | + 0 s           |
| 15e | Andreas Klier       | Allemagne  | T-Mobile               | + 0 s           |
| 16e | Fabrizio Guidi      | Italie     | Phonak Hearing Systems | + 0 s           |
| 17e | Markus Zberg        | Suisse     | Gerolsteiner           | + 0 s           |
| 18e | Léon van Bon        | Pays-Bas   | Davitamon-Lotto        | + 0 s           |
| 19e | Allan Davis         | Australie  | Liberty Seguros-Würth  | + 0 s           |
| 20e | Fränk Schleck       | Luxembourg | CSC                    | + 0 s           |

### Classement du ProTour
La course attribue des points au classement UCI ProTour 2006 selon le barème suivant :
| Position           | 1er | 2e | 3e | 4e | 5e | 6e | 7e | 8e | 9e | 10e |
| Classement général | 50  | 40 | 35 | 30 | 25 | 20 | 15 | 10 | 5  | 1   |
| Etapes             | 3   | 2  | 1  |    |    |    |    |    |    |     |

Après cette troisième épreuve le classement est le suivant :
| #  | Coureur             | Équipe                         | Points | Précédent | Evolution     |
| -- | ------------------- | ------------------------------ | ------ | --------- | ------------- |
| 1  | Floyd Landis        | Phonak                         | 52     | 1         | en stagnation |
| 2  | Thomas Dekker       | Rabobank                       | 51     | 2         | en stagnation |
| 3  | Filippo Pozzato     | Quick Step-Innergetic          | 50     | Entrée    | Entrée        |
| 4  | Alessandro Petacchi | Milram                         | 47     | 18        | +14           |
| 5  | Alessandro Ballan   | Lampre-Fondital                | 45     | 5         | en stagnation |
| 6  | Patxi Vila          | Lampre-Fondital                | 43     | 3         | -3            |
| 7  | Jörg Jaksche        | Liberty Seguros-Würth          | 40     | 4         | -3            |
| 8  | Tom Boonen          | Quick Step-Innergetic          | 39     | 17        | +9            |
| 9  | Antonio Colom       | Caisse d'Épargne-Illes Balears | 35     | 5         | -4            |
| 10 | Luca Paolini        | Liquigas-Bianchi               | 30     | Entrée    | Entrée        |

| # | Équipe                         | Points | Précédent | Evolution     |
| - | ------------------------------ | ------ | --------- | ------------- |
| 1 | Discovery Channel              | 52     | 1         | en stagnation |
| 2 | Phonak                         | 49     | 3         | +1            |
| 3 | Gerolsteiner                   | 42     | 6         | +3            |
| 4 | Lampre-Fondital                | 42     | 10        | +6            |
| 5 | Liberty Seguros-Würth          | 41     | 2         | -3            |
| 6 | CSC                            | 37     | 7         | +1            |
| 7 | Rabobank                       | 24     | 7         | en stagnation |
| 8 | Crédit agricole                | 31     | 4         | -4            |
| 9 | Quick Step-Innergetic          | 29     | 16        | +7            |
| 9 | Caisse d'Épargne-Illes Balears | 29     | 11        | +2            |

| #  | Pays       | Points | Précédent | Evolution     |
| -- | ---------- | ------ | --------- | ------------- |
| 1  | Italie     | 207    | 2         | +1            |
| 1  | Espagne    | 128    | 1         | -1            |
| 3  | Pays-Bas   | 98     | 3         | en stagnation |
| 4  | États-Unis | 67     | 4         | en stagnation |
| 5  | Allemagne  | 45     | 5         | en stagnation |
| 6  | Belgique   | 41     | 8         | +2            |
| 7  | Luxembourg | 25     | 6         | -1            |
| 8  | Portugal   | 20     | 7         | -1            |
| 9  | Suisse     | 11     | 10        | +1            |
| 10 | Australie  | 9      | 9         | -1            |

## Liste des participants
| Team Milram MRM | Team Milram MRM             | Team Milram MRM |
| --------------- | --------------------------- | --------------- |
| Num             | Coureur                     | Pos             |
| 1               | Alessandro Petacchi (ITA)   | 2e              |
| 2               | Erik Zabel (GER)            | 21e             |
| 3               | Mirko Celestino (ITA)       |                 |
| 4               | Alessandro Cortinovis (ITA) |                 |
| 5               | Maarten den Bakker (NED)    |                 |
| 6               | Fabio Sacchi (ITA)          |                 |
| 7               | Christian Knees (GER)       |                 |
| 8               | Marco Velo (ITA)            |                 |

| Acqua & Sapone ASA | Acqua & Sapone ASA      | Acqua & Sapone ASA |
| ------------------ | ----------------------- | ------------------ |
| Num                | Coureur                 | Pos                |
| 11                 | Aleksandr Arekeev (RUS) |                    |
| 12                 | Alessandro Donati (ITA) |                    |
| 13                 | Rinaldo Nocentini (ITA) |                    |
| 14                 | Giuseppe Palumbo (ITA)  |                    |
| 15                 | Andrea Rossi (ITA)      |                    |
| 16                 | Ondřej Sosenka (CZE)    |                    |
| 17                 | Mauricio Soler (COL)    |                    |
| 18                 | Andrea Tonti (ITA)      |                    |

| AG2R Prévoyance A2R | AG2R Prévoyance A2R      | AG2R Prévoyance A2R |
| ------------------- | ------------------------ | ------------------- |
| Num                 | Coureur                  | Pos                 |
| 21                  | Christophe Moreau (FRA)  |                     |
| 22                  | Sylvain Calzati (FRA)    |                     |
| 23                  | Samuel Dumoulin (FRA)    |                     |
| 24                  | Yuriy Krivtsov (UKR)     |                     |
| 25                  | Jean-Patrick Nazon (FRA) |                     |
| 26                  | Mark Scanlon (IRL)       |                     |
| 27                  | Aliaksandr Usau (BLR)    |                     |
| 28                  | Tomas Vaitkus (LTU)      |                     |

| Barloworld BAR | Barloworld BAR          | Barloworld BAR |
| -------------- | ----------------------- | -------------- |
| Num            | Coureur                 | Pos            |
| 31             | Igor Astarloa (ESP)     |                |
| 32             | Giosuè Bonomi (ITA)     |                |
| 33             | Félix Cárdenas (COL)    |                |
| 34             | Mads Christensen (DEN)  |                |
| 35             | Enrico Degano (ITA)     |                |
| 36             | Alexander Efimkin (RUS) |                |
| 37             | Mauro Facci (ITA)       |                |
| 38             | Hugo Sabido (POR)       |                |

| Bouygues Telecom BTL | Bouygues Telecom BTL     | Bouygues Telecom BTL |
| -------------------- | ------------------------ | -------------------- |
| Num                  | Coureur                  | Pos                  |
| 41                   | Walter Bénéteau (FRA)    |                      |
| 42                   | Sébastien Chavanel (FRA) |                      |
| 43                   | Andy Flickinger (FRA)    |                      |
| 44                   | Xavier Florencio (ESP)   |                      |
| 45                   | Anthony Geslin (FRA)     |                      |
| 46                   | Christophe Kern (FRA)    |                      |
| 47                   | Rony Martias (FRA)       |                      |
| 48                   | Thomas Voeckler (FRA)    |                      |

| Caisse d'Épargne-Illes Balears CEI | Caisse d'Épargne-Illes Balears CEI | Caisse d'Épargne-Illes Balears CEI |
| ---------------------------------- | ---------------------------------- | ---------------------------------- |
| Num                                | Coureur                            | Pos                                |
| 51                                 | Imanol Erviti (ESP)                |                                    |
| 52                                 | Isaac Gálvez (ESP)                 |                                    |
| 53                                 | José Iván Gutiérrez (ESP)          |                                    |
| 54                                 | Pablo Lastras (ESP)                |                                    |
| 55                                 | José Vicente García Acosta (ESP)   |                                    |
| 56                                 | Vicente Reynés (ESP)               |                                    |
| 57                                 | Constantino Zaballa (ESP)          |                                    |
| 58                                 | Alejandro Valverde (ESP)           |                                    |

| Ceramica Panaria-Navigare PAN | Ceramica Panaria-Navigare PAN | Ceramica Panaria-Navigare PAN |
| ----------------------------- | ----------------------------- | ----------------------------- |
| Num                           | Coureur                       | Pos                           |
| 61                            | Emanuele Sella (ITA)          |                               |
| 62                            | Luca Mazzanti (ITA)           |                               |
| 63                            | Mirko Allegrini (ITA)         |                               |
| 64                            | Paride Grillo (ITA)           |                               |
| 65                            | Sergiy Matveyev (UKR)         |                               |
| 66                            | Maximiliano Richeze (ARG)     |                               |
| 67                            | Fortunato Baliani (ITA)       |                               |
| 68                            | Luis Felipe Laverde (COL)     |                               |

| Cofidis-Le Crédit par Téléphone COF | Cofidis-Le Crédit par Téléphone COF | Cofidis-Le Crédit par Téléphone COF |
| ----------------------------------- | ----------------------------------- | ----------------------------------- |
| Num                                 | Coureur                             | Pos                                 |
| 71                                  | Leonardo Bertagnolli (ITA)          |                                     |
| 72                                  | Jimmy Casper (FRA)                  |                                     |
| 73                                  | Sylvain Chavanel (FRA)              |                                     |
| 74                                  | Arnaud Coyot (FRA)                  |                                     |
| 75                                  | Thierry Marichal (BEL)              |                                     |
| 76                                  | Cristian Moreni (ITA)               |                                     |
| 77                                  | Staf Scheirlinckx (BEL)             |                                     |
| 78                                  | Bradley Wiggins (GBR)               |                                     |

| Crédit Agricole C.A | Crédit Agricole C.A       | Crédit Agricole C.A |
| ------------------- | ------------------------- | ------------------- |
| Num                 | Coureur                   | Pos                 |
| 81                  | Francesco Bellotti (ITA)  |                     |
| 82                  | Pietro Caucchioli (ITA)   |                     |
| 83                  | Sébastien Hinault (FRA)   |                     |
| 84                  | Jimmy Engoulvent (FRA)    |                     |
| 85                  | Thor Hushovd (NOR)        |                     |
| 86                  | Christophe Le Mével (FRA) |                     |
| 87                  | Mark Renshaw (AUS)        |                     |
| 88                  | Saul Raisin (USA)         |                     |

| Davitamon-Lotto DVL | Davitamon-Lotto DVL     | Davitamon-Lotto DVL |
| ------------------- | ----------------------- | ------------------- |
| Num                 | Coureur                 | Pos                 |
| 91                  | Mario Aerts (BEL)       |                     |
| 92                  | Björn Leukemans (BEL)   |                     |
| 93                  | Robbie McEwen (AUS)     |                     |
| 94                  | Christophe Brandt (BEL) |                     |
| 95                  | Johan Vansummeren (BEL) |                     |
| 96                  | Léon van Bon (NED)      |                     |
| 97                  | Wim Vansevenant (BEL)   |                     |
| 98                  | Henk Vogels (AUS)       |                     |

| Discovery Channel DSC | Discovery Channel DSC  | Discovery Channel DSC |
| --------------------- | ---------------------- | --------------------- |
| Num                   | Coureur                | Pos                   |
| 101                   | Michael Barry (CAN)    |                       |
| 102                   | Vladimir Gusev (RUS)   |                       |
| 103                   | Roger Hammond (GBR)    |                       |
| 104                   | George Hincapie (USA)  |                       |
| 105                   | Leif Hoste (BEL)       |                       |
| 106                   | Pavel Padrnos (CZE)    |                       |
| 107                   | Max van Heeswijk (NED) |                       |
| 108                   | Matthew White (AUS)    |                       |

| Euskaltel-Euskadi EUS | Euskaltel-Euskadi EUS | Euskaltel-Euskadi EUS |
| --------------------- | --------------------- | --------------------- |
| Num                   | Coureur               | Pos                   |
| 111                   | Joseba Albizu (ESP)   |                       |
| 112                   | Unai Etxebarria (VEN) |                       |
| 113                   | David Herrero (ESP)   |                       |
| 114                   | Markel Irizar (ESP)   |                       |
| 115                   | Iñaki Isasi (ESP)     |                       |
| 116                   | Íñigo Landaluze (ESP) |                       |
| 117                   | Samuel Sánchez (ESP)  |                       |
| 118                   | Roberto Laiseka (ESP) |                       |

| La Française des jeux FDJ | La Française des jeux FDJ  | La Française des jeux FDJ |
| ------------------------- | -------------------------- | ------------------------- |
| Num                       | Coureur                    | Pos                       |
| 121                       | Ludovic Auger (FRA)        |                           |
| 122                       | Mickaël Delage (FRA)       |                           |
| 123                       | Christophe Detilloux (BEL) |                           |
| 124                       | Bernhard Eisel (AUT)       |                           |
| 125                       | Philippe Gilbert (BEL)     |                           |
| 126                       | Frédéric Guesdon (FRA)     |                           |
| 127                       | Bradley McGee (AUS)        |                           |
| 128                       | Christophe Mengin (FRA)    |                           |

| Gerolsteiner GST | Gerolsteiner GST        | Gerolsteiner GST |
| ---------------- | ----------------------- | ---------------- |
| Num              | Coureur                 | Pos              |
| 131              | Heinrich Haussler (GER) |                  |
| 132              | David Kopp (GER)        |                  |
| 133              | Andrea Moletta (ITA)    |                  |
| 134              | Davide Rebellin (ITA)   |                  |
| 135              | Stefan Schumacher (GER) |                  |
| 136              | Fabian Wegmann (GER)    |                  |
| 137              | Peter Wrolich (AUT)     |                  |
| 138              | Markus Zberg (SUI)      |                  |

| Lampre-Fondital LAM | Lampre-Fondital LAM     | Lampre-Fondital LAM |
| ------------------- | ----------------------- | ------------------- |
| Num                 | Coureur                 | Pos                 |
| 141                 | Damiano Cunego (ITA)    |                     |
| 142                 | Danilo Napolitano (ITA) |                     |
| 143                 | Claudio Corioni (ITA)   |                     |
| 144                 | Paolo Fornaciari (ITA)  |                     |
| 145                 | Alessandro Ballan (ITA) |                     |
| 146                 | Giuliano Figueras (ITA) |                     |
| 147                 | Gorazd Štangelj (SLO)   |                     |
| 148                 | Matteo Carrara (ITA)    |                     |

| Liberty Seguros-Würth LSW | Liberty Seguros-Würth LSW  | Liberty Seguros-Würth LSW |
| ------------------------- | -------------------------- | ------------------------- |
| Num                       | Coureur                    | Pos                       |
| 151                       | Giampaolo Caruso (ITA)     |                           |
| 152                       | Allan Davis (AUS)          |                           |
| 153                       | Jörg Jaksche (GER)         |                           |
| 154                       | Andrey Kashechkin (KAZ)    |                           |
| 155                       | Isidro Nozal (ESP)         |                           |
| 156                       | José Joaquín Rojas (ESP)   |                           |
| 157                       | Ángel Vicioso (ESP)        |                           |
| 158                       | Alexandre Vinokourov (KAZ) |                           |

| Liquigas LIQ | Liquigas LIQ            | Liquigas LIQ |
| ------------ | ----------------------- | ------------ |
| Num          | Coureur                 | Pos          |
| 161          | Magnus Bäckstedt (SWE)  |              |
| 162          | Danilo Di Luca (ITA)    |              |
| 163          | Stefano Garzelli (ITA)  |              |
| 164          | Marco Milesi (ITA)      |              |
| 165          | Vincenzo Nibali (ITA)   |              |
| 166          | Luca Paolini (ITA)      |              |
| 167          | Franco Pellizotti (ITA) |              |
| 168          | Stefano Zanini (ITA)    |              |

| Naturino-Sapore di Mare NSM | Naturino-Sapore di Mare NSM | Naturino-Sapore di Mare NSM |
| --------------------------- | --------------------------- | --------------------------- |
| Num                         | Coureur                     | Pos                         |
| 171                         | Valerio Agnoli (ITA)        |                             |
| 172                         | Luca Ascani (ITA)           |                             |
| 173                         | Paul Crake (AUS)            |                             |
| 174                         | Murilo Fischer (BRA)        |                             |
| 175                         | Cristian Gasperoni (ITA)    |                             |
| 176                         | Massimiliano Gentili (ITA)  |                             |
| 177                         | Sergio Marinangeli (ITA)    |                             |
| 178                         | Filippo Simeoni (ITA)       |                             |

| Phonak Hearing Systems PHO | Phonak Hearing Systems PHO           | Phonak Hearing Systems PHO |
| -------------------------- | ------------------------------------ | -------------------------- |
| Num                        | Coureur                              | Pos                        |
| 181                        | Aurélien Clerc (SUI)                 |                            |
| 182                        | Martin Elmiger (SUI)                 |                            |
| 183                        | Bert Grabsch (GER)                   |                            |
| 184                        | Fabrizio Guidi (ITA)                 |                            |
| 185                        | Axel Merckx (BEL)                    |                            |
| 186                        | Uroš Murn (SLO)                      |                            |
| 187                        | Miguel Ángel Martín Perdiguero (ESP) |                            |
| 188                        | Grégory Rast (SUI)                   |                            |

| Quick Step-Innergetic QSI | Quick Step-Innergetic QSI | Quick Step-Innergetic QSI |
| ------------------------- | ------------------------- | ------------------------- |
| Num                       | Coureur                   | Pos                       |
| 191                       | Paolo Bettini (ITA)       |                           |
| 192                       | Tom Boonen (BEL)          |                           |
| 193                       | Davide Bramati (ITA)      |                           |
| 194                       | Wilfried Cretskens (BEL)  |                           |
| 195                       | Nick Nuyens (BEL)         |                           |
| 196                       | Filippo Pozzato (ITA)     |                           |
| 197                       | Matteo Tosatto (ITA)      |                           |
| 198                       | Guido Trenti (ITA)        |                           |

| Rabobank RAB | Rabobank RAB              | Rabobank RAB |
| ------------ | ------------------------- | ------------ |
| Num          | Coureur                   | Pos          |
| 201          | Erik Dekker (NED)         |              |
| 202          | Thomas Dekker (NED)       |              |
| 203          | Bram de Groot (NED)       |              |
| 204          | Juan Antonio Flecha (ESP) |              |
| 205          | Pedro Horrillo (ESP)      |              |
| 206          | Óscar Freire (ESP)        |              |
| 207          | Marc Wauters (BEL)        |              |
| 208          | Mathew Hayman (AUS)       |              |

| Saunier Duval-Prodir SDV | Saunier Duval-Prodir SDV | Saunier Duval-Prodir SDV |
| ------------------------ | ------------------------ | ------------------------ |
| Num                      | Coureur                  | Pos                      |
| 211                      | Rubens Bertogliati (SUI) |                          |
| 212                      | Manuele Mori (ITA)       |                          |
| 213                      | Riccardo Riccò (ITA)     |                          |
| 214                      | Ángel Gómez (ESP)        |                          |
| 215                      | Gilberto Simoni (ITA)    |                          |
| 216                      | Guido Trentin (ITA)      |                          |
| 217                      | Luciano Pagliarini (BRA) |                          |
| 218                      | Francisco Ventoso (ESP)  |                          |

| CSC | CSC                     | CSC |
| --- | ----------------------- | --- |
| Num | Coureur                 | Pos |
| 221 | Kurt Asle Arvesen (NOR) |     |
| 222 | Karsten Kroon (NED)     |     |
| 223 | Fabian Cancellara (SUI) |     |
| 224 | Marcus Ljungqvist (SWE) |     |
| 225 | Allan Johansen (DEN)    |     |
| 226 | Volodymyr Gustov (UKR)  |     |
| 227 | Andy Schleck (LUX)      |     |
| 228 | Andrea Peron (ITA)      |     |

| LPR | LPR                     | LPR |
| --- | ----------------------- | --- |
| Num | Coureur                 | Pos |
| 231 | Elio Aggiano (ITA)      |     |
| 232 | Dario Pieri (ITA)       |     |
| 233 | Dimitri Konyshev (RUS)  |     |
| 234 | Giairo Ermeti (ITA)     |     |
| 235 | Michele Maccanti (ITA)  |     |
| 236 | Mikhaylo Khalilov (UKR) |     |
| 237 | Samuele Marzoli (ITA)   |     |
| 238 | Daniele Contrini (ITA)  |     |

| T-Mobile TMO | T-Mobile TMO           | T-Mobile TMO |
| ------------ | ---------------------- | ------------ |
| Num          | Coureur                | Pos          |
| 241          | Lorenzo Bernucci (ITA) |              |
| 242          | Linus Gerdemann (GER)  |              |
| 243          | Sergueï Ivanov (RUS)   |              |
| 244          | Kim Kirchen (LUX)      |              |
| 245          | Andreas Klier (GER)    |              |
| 246          | Stephan Schreck (GER)  |              |
| 247          | Steffen Wesemann (SUI) |              |
| 248          | Thomas Ziegler (GER)   |              |

| Team Milram MRM | Team Milram MRM             | Team Milram MRM |
| --------------- | --------------------------- | --------------- |
| Num             | Coureur                     | Pos             |
| 1               | Alessandro Petacchi (ITA)   | 2e              |
| 2               | Erik Zabel (GER)            | 21e             |
| 3               | Mirko Celestino (ITA)       |                 |
| 4               | Alessandro Cortinovis (ITA) |                 |
| 5               | Maarten den Bakker (NED)    |                 |
| 6               | Fabio Sacchi (ITA)          |                 |
| 7               | Christian Knees (GER)       |                 |
| 8               | Marco Velo (ITA)            |                 |

| Acqua & Sapone ASA | Acqua & Sapone ASA      | Acqua & Sapone ASA |
| ------------------ | ----------------------- | ------------------ |
| Num                | Coureur                 | Pos                |
| 11                 | Aleksandr Arekeev (RUS) |                    |
| 12                 | Alessandro Donati (ITA) |                    |
| 13                 | Rinaldo Nocentini (ITA) |                    |
| 14                 | Giuseppe Palumbo (ITA)  |                    |
| 15                 | Andrea Rossi (ITA)      |                    |
| 16                 | Ondřej Sosenka (CZE)    |                    |
| 17                 | Mauricio Soler (COL)    |                    |
| 18                 | Andrea Tonti (ITA)      |                    |

| AG2R Prévoyance A2R | AG2R Prévoyance A2R      | AG2R Prévoyance A2R |
| ------------------- | ------------------------ | ------------------- |
| Num                 | Coureur                  | Pos                 |
| 21                  | Christophe Moreau (FRA)  |                     |
| 22                  | Sylvain Calzati (FRA)    |                     |
| 23                  | Samuel Dumoulin (FRA)    |                     |
| 24                  | Yuriy Krivtsov (UKR)     |                     |
| 25                  | Jean-Patrick Nazon (FRA) |                     |
| 26                  | Mark Scanlon (IRL)       |                     |
| 27                  | Aliaksandr Usau (BLR)    |                     |
| 28                  | Tomas Vaitkus (LTU)      |                     |

| Barloworld BAR | Barloworld BAR          | Barloworld BAR |
| -------------- | ----------------------- | -------------- |
| Num            | Coureur                 | Pos            |
| 31             | Igor Astarloa (ESP)     |                |
| 32             | Giosuè Bonomi (ITA)     |                |
| 33             | Félix Cárdenas (COL)    |                |
| 34             | Mads Christensen (DEN)  |                |
| 35             | Enrico Degano (ITA)     |                |
| 36             | Alexander Efimkin (RUS) |                |
| 37             | Mauro Facci (ITA)       |                |
| 38             | Hugo Sabido (POR)       |                |

| Bouygues Telecom BTL | Bouygues Telecom BTL     | Bouygues Telecom BTL |
| -------------------- | ------------------------ | -------------------- |
| Num                  | Coureur                  | Pos                  |
| 41                   | Walter Bénéteau (FRA)    |                      |
| 42                   | Sébastien Chavanel (FRA) |                      |
| 43                   | Andy Flickinger (FRA)    |                      |
| 44                   | Xavier Florencio (ESP)   |                      |
| 45                   | Anthony Geslin (FRA)     |                      |
| 46                   | Christophe Kern (FRA)    |                      |
| 47                   | Rony Martias (FRA)       |                      |
| 48                   | Thomas Voeckler (FRA)    |                      |

| Caisse d'Épargne-Illes Balears CEI | Caisse d'Épargne-Illes Balears CEI | Caisse d'Épargne-Illes Balears CEI |
| ---------------------------------- | ---------------------------------- | ---------------------------------- |
| Num                                | Coureur                            | Pos                                |
| 51                                 | Imanol Erviti (ESP)                |                                    |
| 52                                 | Isaac Gálvez (ESP)                 |                                    |
| 53                                 | José Iván Gutiérrez (ESP)          |                                    |
| 54                                 | Pablo Lastras (ESP)                |                                    |
| 55                                 | José Vicente García Acosta (ESP)   |                                    |
| 56                                 | Vicente Reynés (ESP)               |                                    |
| 57                                 | Constantino Zaballa (ESP)          |                                    |
| 58                                 | Alejandro Valverde (ESP)           |                                    |

| Ceramica Panaria-Navigare PAN | Ceramica Panaria-Navigare PAN | Ceramica Panaria-Navigare PAN |
| ----------------------------- | ----------------------------- | ----------------------------- |
| Num                           | Coureur                       | Pos                           |
| 61                            | Emanuele Sella (ITA)          |                               |
| 62                            | Luca Mazzanti (ITA)           |                               |
| 63                            | Mirko Allegrini (ITA)         |                               |
| 64                            | Paride Grillo (ITA)           |                               |
| 65                            | Sergiy Matveyev (UKR)         |                               |
| 66                            | Maximiliano Richeze (ARG)     |                               |
| 67                            | Fortunato Baliani (ITA)       |                               |
| 68                            | Luis Felipe Laverde (COL)     |                               |

| Cofidis-Le Crédit par Téléphone COF | Cofidis-Le Crédit par Téléphone COF | Cofidis-Le Crédit par Téléphone COF |
| ----------------------------------- | ----------------------------------- | ----------------------------------- |
| Num                                 | Coureur                             | Pos                                 |
| 71                                  | Leonardo Bertagnolli (ITA)          |                                     |
| 72                                  | Jimmy Casper (FRA)                  |                                     |
| 73                                  | Sylvain Chavanel (FRA)              |                                     |
| 74                                  | Arnaud Coyot (FRA)                  |                                     |
| 75                                  | Thierry Marichal (BEL)              |                                     |
| 76                                  | Cristian Moreni (ITA)               |                                     |
| 77                                  | Staf Scheirlinckx (BEL)             |                                     |
| 78                                  | Bradley Wiggins (GBR)               |                                     |

| Crédit Agricole C.A | Crédit Agricole C.A       | Crédit Agricole C.A |
| ------------------- | ------------------------- | ------------------- |
| Num                 | Coureur                   | Pos                 |
| 81                  | Francesco Bellotti (ITA)  |                     |
| 82                  | Pietro Caucchioli (ITA)   |                     |
| 83                  | Sébastien Hinault (FRA)   |                     |
| 84                  | Jimmy Engoulvent (FRA)    |                     |
| 85                  | Thor Hushovd (NOR)        |                     |
| 86                  | Christophe Le Mével (FRA) |                     |
| 87                  | Mark Renshaw (AUS)        |                     |
| 88                  | Saul Raisin (USA)         |                     |

| Davitamon-Lotto DVL | Davitamon-Lotto DVL     | Davitamon-Lotto DVL |
| ------------------- | ----------------------- | ------------------- |
| Num                 | Coureur                 | Pos                 |
| 91                  | Mario Aerts (BEL)       |                     |
| 92                  | Björn Leukemans (BEL)   |                     |
| 93                  | Robbie McEwen (AUS)     |                     |
| 94                  | Christophe Brandt (BEL) |                     |
| 95                  | Johan Vansummeren (BEL) |                     |
| 96                  | Léon van Bon (NED)      |                     |
| 97                  | Wim Vansevenant (BEL)   |                     |
| 98                  | Henk Vogels (AUS)       |                     |

| Discovery Channel DSC | Discovery Channel DSC  | Discovery Channel DSC |
| --------------------- | ---------------------- | --------------------- |
| Num                   | Coureur                | Pos                   |
| 101                   | Michael Barry (CAN)    |                       |
| 102                   | Vladimir Gusev (RUS)   |                       |
| 103                   | Roger Hammond (GBR)    |                       |
| 104                   | George Hincapie (USA)  |                       |
| 105                   | Leif Hoste (BEL)       |                       |
| 106                   | Pavel Padrnos (CZE)    |                       |
| 107                   | Max van Heeswijk (NED) |                       |
| 108                   | Matthew White (AUS)    |                       |

| Euskaltel-Euskadi EUS | Euskaltel-Euskadi EUS | Euskaltel-Euskadi EUS |
| --------------------- | --------------------- | --------------------- |
| Num                   | Coureur               | Pos                   |
| 111                   | Joseba Albizu (ESP)   |                       |
| 112                   | Unai Etxebarria (VEN) |                       |
| 113                   | David Herrero (ESP)   |                       |
| 114                   | Markel Irizar (ESP)   |                       |
| 115                   | Iñaki Isasi (ESP)     |                       |
| 116                   | Íñigo Landaluze (ESP) |                       |
| 117                   | Samuel Sánchez (ESP)  |                       |
| 118                   | Roberto Laiseka (ESP) |                       |

| La Française des jeux FDJ | La Française des jeux FDJ  | La Française des jeux FDJ |
| ------------------------- | -------------------------- | ------------------------- |
| Num                       | Coureur                    | Pos                       |
| 121                       | Ludovic Auger (FRA)        |                           |
| 122                       | Mickaël Delage (FRA)       |                           |
| 123                       | Christophe Detilloux (BEL) |                           |
| 124                       | Bernhard Eisel (AUT)       |                           |
| 125                       | Philippe Gilbert (BEL)     |                           |
| 126                       | Frédéric Guesdon (FRA)     |                           |
| 127                       | Bradley McGee (AUS)        |                           |
| 128                       | Christophe Mengin (FRA)    |                           |

| Gerolsteiner GST | Gerolsteiner GST        | Gerolsteiner GST |
| ---------------- | ----------------------- | ---------------- |
| Num              | Coureur                 | Pos              |
| 131              | Heinrich Haussler (GER) |                  |
| 132              | David Kopp (GER)        |                  |
| 133              | Andrea Moletta (ITA)    |                  |
| 134              | Davide Rebellin (ITA)   |                  |
| 135              | Stefan Schumacher (GER) |                  |
| 136              | Fabian Wegmann (GER)    |                  |
| 137              | Peter Wrolich (AUT)     |                  |
| 138              | Markus Zberg (SUI)      |                  |

| Lampre-Fondital LAM | Lampre-Fondital LAM     | Lampre-Fondital LAM |
| ------------------- | ----------------------- | ------------------- |
| Num                 | Coureur                 | Pos                 |
| 141                 | Damiano Cunego (ITA)    |                     |
| 142                 | Danilo Napolitano (ITA) |                     |
| 143                 | Claudio Corioni (ITA)   |                     |
| 144                 | Paolo Fornaciari (ITA)  |                     |
| 145                 | Alessandro Ballan (ITA) |                     |
| 146                 | Giuliano Figueras (ITA) |                     |
| 147                 | Gorazd Štangelj (SLO)   |                     |
| 148                 | Matteo Carrara (ITA)    |                     |

| Liberty Seguros-Würth LSW | Liberty Seguros-Würth LSW  | Liberty Seguros-Würth LSW |
| ------------------------- | -------------------------- | ------------------------- |
| Num                       | Coureur                    | Pos                       |
| 151                       | Giampaolo Caruso (ITA)     |                           |
| 152                       | Allan Davis (AUS)          |                           |
| 153                       | Jörg Jaksche (GER)         |                           |
| 154                       | Andrey Kashechkin (KAZ)    |                           |
| 155                       | Isidro Nozal (ESP)         |                           |
| 156                       | José Joaquín Rojas (ESP)   |                           |
| 157                       | Ángel Vicioso (ESP)        |                           |
| 158                       | Alexandre Vinokourov (KAZ) |                           |

| Liquigas LIQ | Liquigas LIQ            | Liquigas LIQ |
| ------------ | ----------------------- | ------------ |
| Num          | Coureur                 | Pos          |
| 161          | Magnus Bäckstedt (SWE)  |              |
| 162          | Danilo Di Luca (ITA)    |              |
| 163          | Stefano Garzelli (ITA)  |              |
| 164          | Marco Milesi (ITA)      |              |
| 165          | Vincenzo Nibali (ITA)   |              |
| 166          | Luca Paolini (ITA)      |              |
| 167          | Franco Pellizotti (ITA) |              |
| 168          | Stefano Zanini (ITA)    |              |

| Naturino-Sapore di Mare NSM | Naturino-Sapore di Mare NSM | Naturino-Sapore di Mare NSM |
| --------------------------- | --------------------------- | --------------------------- |
| Num                         | Coureur                     | Pos                         |
| 171                         | Valerio Agnoli (ITA)        |                             |
| 172                         | Luca Ascani (ITA)           |                             |
| 173                         | Paul Crake (AUS)            |                             |
| 174                         | Murilo Fischer (BRA)        |                             |
| 175                         | Cristian Gasperoni (ITA)    |                             |
| 176                         | Massimiliano Gentili (ITA)  |                             |
| 177                         | Sergio Marinangeli (ITA)    |                             |
| 178                         | Filippo Simeoni (ITA)       |                             |

| Phonak Hearing Systems PHO | Phonak Hearing Systems PHO           | Phonak Hearing Systems PHO |
| -------------------------- | ------------------------------------ | -------------------------- |
| Num                        | Coureur                              | Pos                        |
| 181                        | Aurélien Clerc (SUI)                 |                            |
| 182                        | Martin Elmiger (SUI)                 |                            |
| 183                        | Bert Grabsch (GER)                   |                            |
| 184                        | Fabrizio Guidi (ITA)                 |                            |
| 185                        | Axel Merckx (BEL)                    |                            |
| 186                        | Uroš Murn (SLO)                      |                            |
| 187                        | Miguel Ángel Martín Perdiguero (ESP) |                            |
| 188                        | Grégory Rast (SUI)                   |                            |

| Quick Step-Innergetic QSI | Quick Step-Innergetic QSI | Quick Step-Innergetic QSI |
| ------------------------- | ------------------------- | ------------------------- |
| Num                       | Coureur                   | Pos                       |
| 191                       | Paolo Bettini (ITA)       |                           |
| 192                       | Tom Boonen (BEL)          |                           |
| 193                       | Davide Bramati (ITA)      |                           |
| 194                       | Wilfried Cretskens (BEL)  |                           |
| 195                       | Nick Nuyens (BEL)         |                           |
| 196                       | Filippo Pozzato (ITA)     |                           |
| 197                       | Matteo Tosatto (ITA)      |                           |
| 198                       | Guido Trenti (ITA)        |                           |

| Rabobank RAB | Rabobank RAB              | Rabobank RAB |
| ------------ | ------------------------- | ------------ |
| Num          | Coureur                   | Pos          |
| 201          | Erik Dekker (NED)         |              |
| 202          | Thomas Dekker (NED)       |              |
| 203          | Bram de Groot (NED)       |              |
| 204          | Juan Antonio Flecha (ESP) |              |
| 205          | Pedro Horrillo (ESP)      |              |
| 206          | Óscar Freire (ESP)        |              |
| 207          | Marc Wauters (BEL)        |              |
| 208          | Mathew Hayman (AUS)       |              |

| Saunier Duval-Prodir SDV | Saunier Duval-Prodir SDV | Saunier Duval-Prodir SDV |
| ------------------------ | ------------------------ | ------------------------ |
| Num                      | Coureur                  | Pos                      |
| 211                      | Rubens Bertogliati (SUI) |                          |
| 212                      | Manuele Mori (ITA)       |                          |
| 213                      | Riccardo Riccò (ITA)     |                          |
| 214                      | Ángel Gómez (ESP)        |                          |
| 215                      | Gilberto Simoni (ITA)    |                          |
| 216                      | Guido Trentin (ITA)      |                          |
| 217                      | Luciano Pagliarini (BRA) |                          |
| 218                      | Francisco Ventoso (ESP)  |                          |

| CSC | CSC                     | CSC |
| --- | ----------------------- | --- |
| Num | Coureur                 | Pos |
| 221 | Kurt Asle Arvesen (NOR) |     |
| 222 | Karsten Kroon (NED)     |     |
| 223 | Fabian Cancellara (SUI) |     |
| 224 | Marcus Ljungqvist (SWE) |     |
| 225 | Allan Johansen (DEN)    |     |
| 226 | Volodymyr Gustov (UKR)  |     |
| 227 | Andy Schleck (LUX)      |     |
| 228 | Andrea Peron (ITA)      |     |

| LPR | LPR                     | LPR |
| --- | ----------------------- | --- |
| Num | Coureur                 | Pos |
| 231 | Elio Aggiano (ITA)      |     |
| 232 | Dario Pieri (ITA)       |     |
| 233 | Dimitri Konyshev (RUS)  |     |
| 234 | Giairo Ermeti (ITA)     |     |
| 235 | Michele Maccanti (ITA)  |     |
| 236 | Mikhaylo Khalilov (UKR) |     |
| 237 | Samuele Marzoli (ITA)   |     |
| 238 | Daniele Contrini (ITA)  |     |

| T-Mobile TMO | T-Mobile TMO           | T-Mobile TMO |
| ------------ | ---------------------- | ------------ |
| Num          | Coureur                | Pos          |
| 241          | Lorenzo Bernucci (ITA) |              |
| 242          | Linus Gerdemann (GER)  |              |
| 243          | Sergueï Ivanov (RUS)   |              |
| 244          | Kim Kirchen (LUX)      |              |
| 245          | Andreas Klier (GER)    |              |
| 246          | Stephan Schreck (GER)  |              |
| 247          | Steffen Wesemann (SUI) |              |
| 248          | Thomas Ziegler (GER)   |              |